# Skagi
Skagi es una península situada al norte de Islandia, en la región de Norðurland vestra, entre Húnaflói al occidente y el fiordo Skagafjörður al oriente. 

## Características
Es el principal accidente geográfico del litoral de Norðurland Vestra. En su territorio se encuentra la montaña de Spákonufellsborg. En la zona se ha desarrollado la industria pesquera. La mayoría de las construcciones datan de los años 1940, durante el boom del arenque.

## Galería

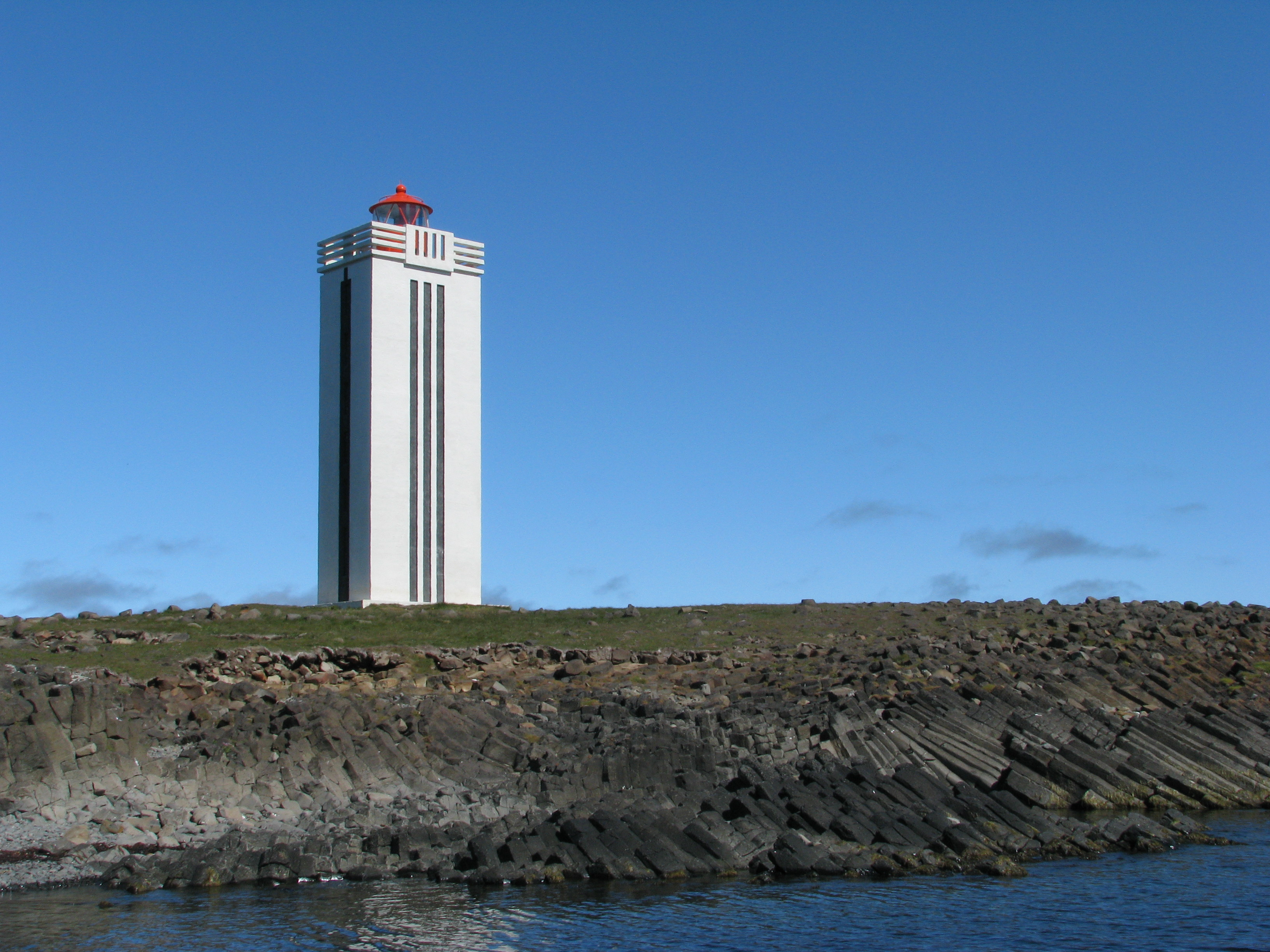
Faro de Kálfshamars
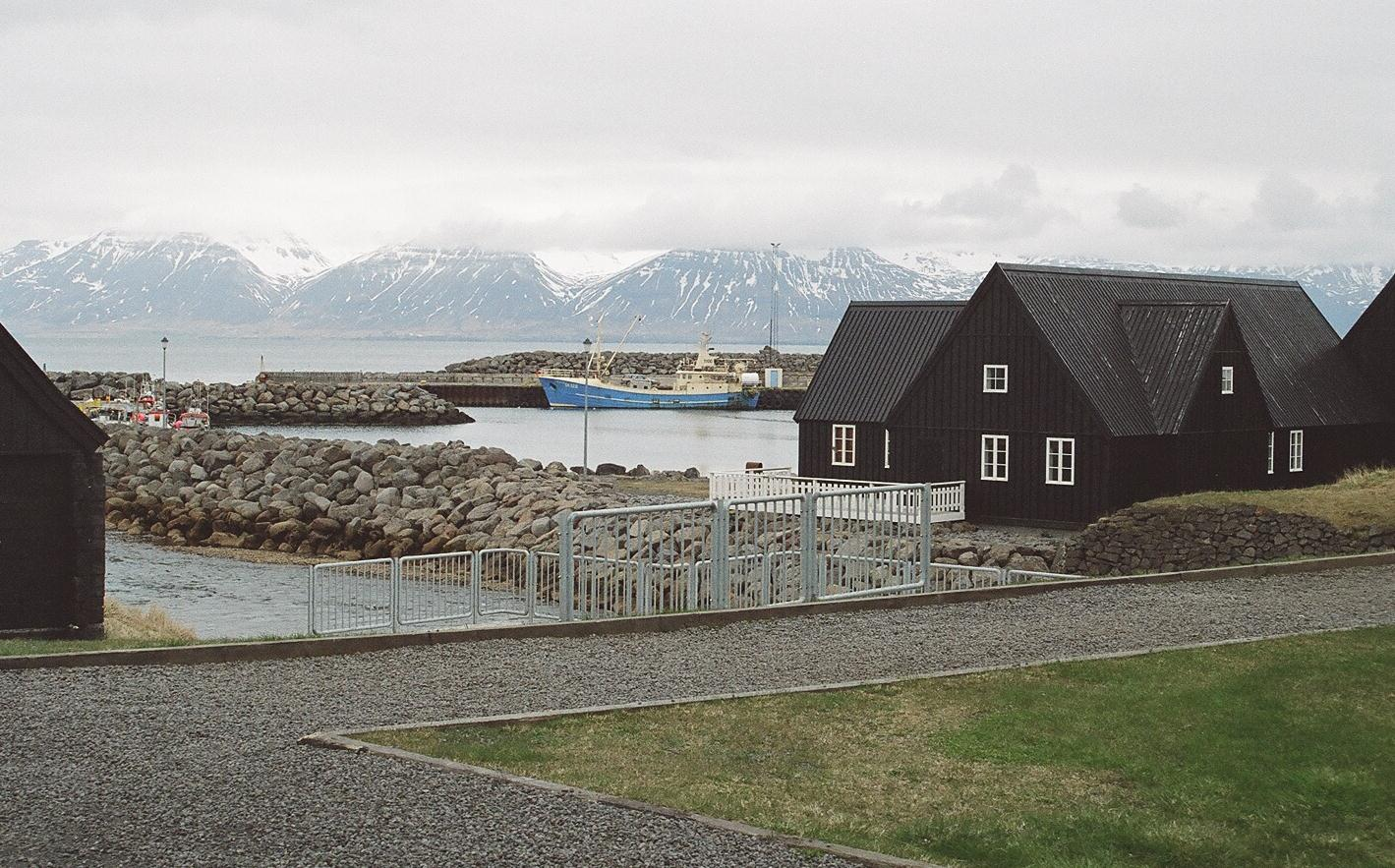
Hofsós
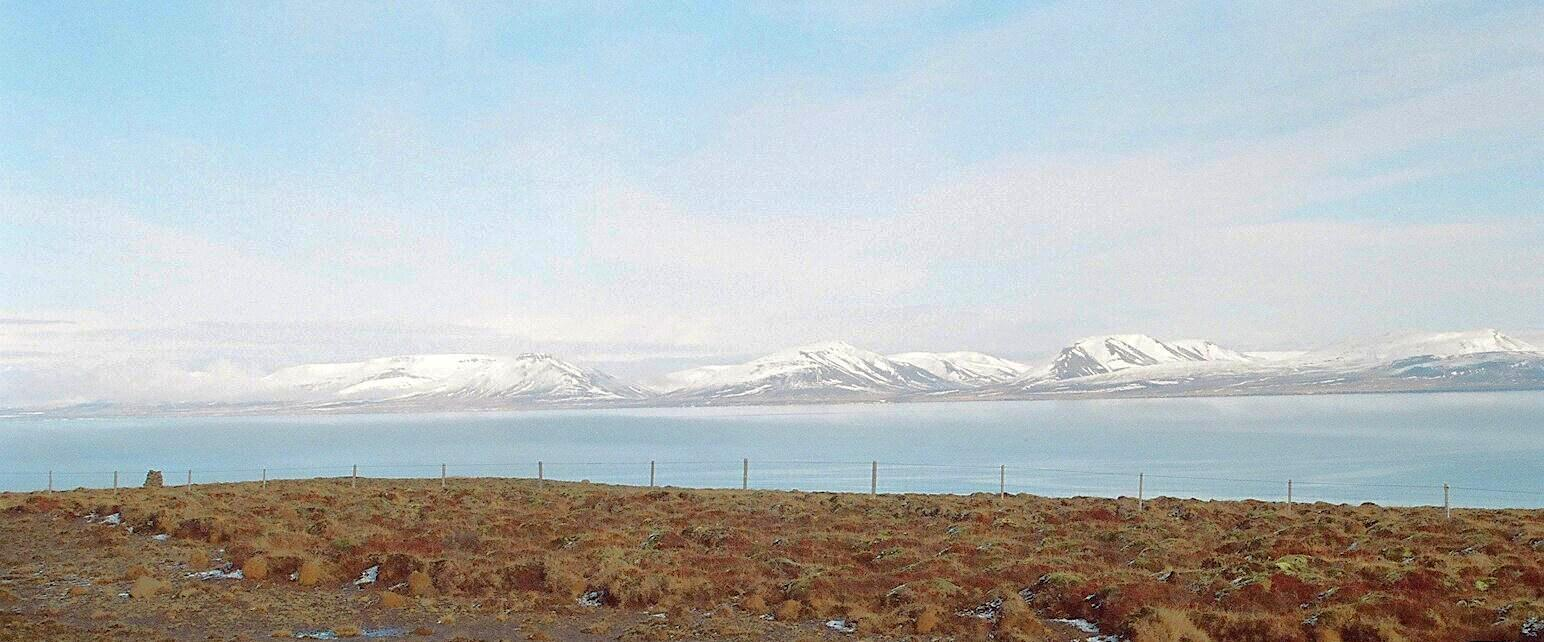
Skagi desde Vatnsnes
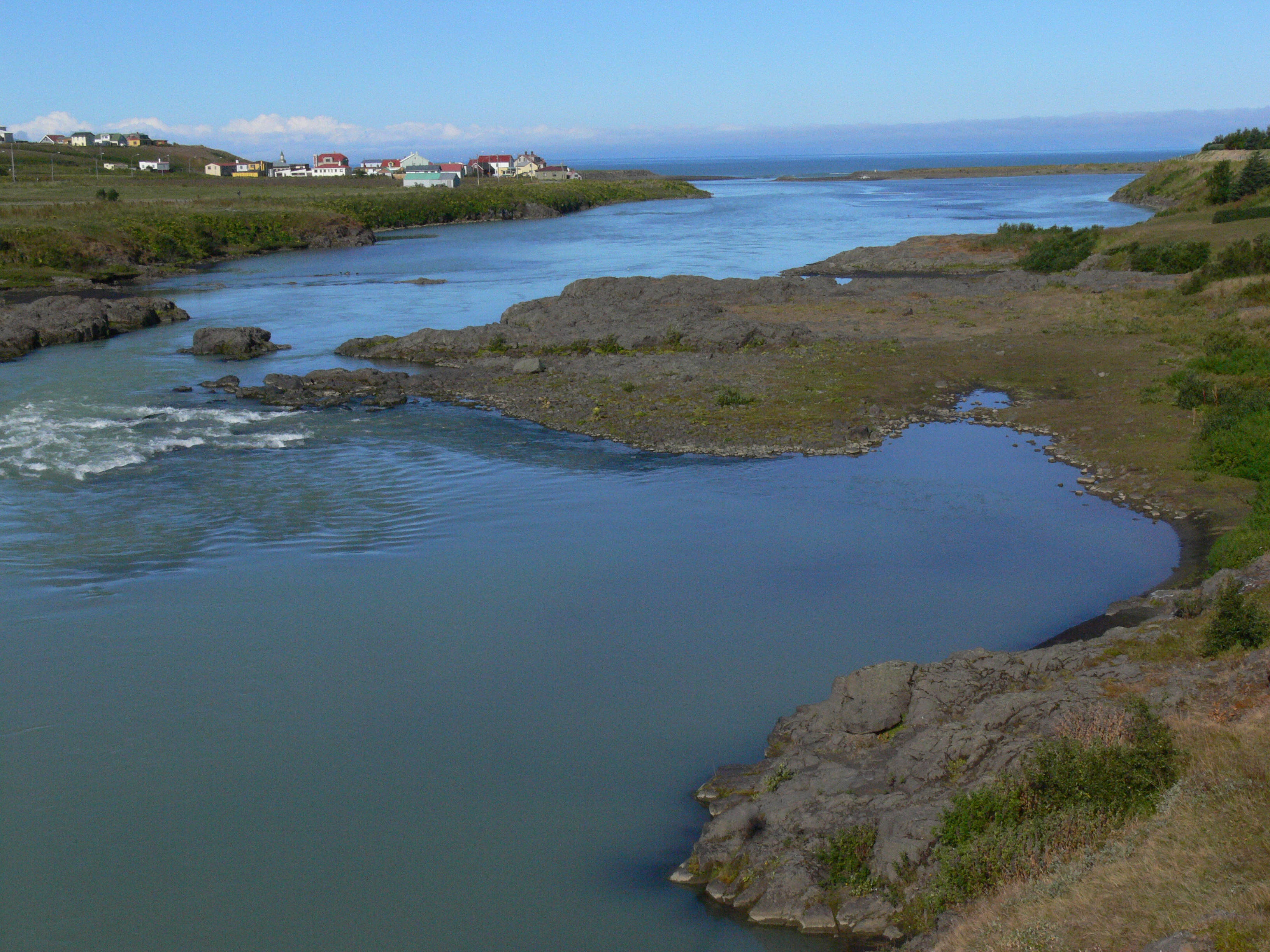
Blönduós